# Subaru Impreza
O Subaru Impreza é um carro compacto fabricado desde 1992 pela Subaru, — a divisão de automóveis da japonesa Fuji Heavy Industries (FHI). O Impreza é apresentado como um substituto para a linha Leone e conhecido por sua confiabilidade mecânica e estabilidade proveniente do sistema de tração S-AWD aliado com o consagrado motor boxer.
Lançado inicialmente em 1993, sua segunda geração estreou em 2000, a terceira geração do modelo foi produzida de 2007 a 2011, e a quarta e atual geração começou a ser vendida em setembro de 2011. Atualmente em sua quarta geração, o Impreza é vendido com quatro portas (sedan) e cinco portas (hatchback). Em 1992 até 1995, a Subaru ofereceu uma versão coupé (cupê) apenas para a primeira geração.
O Impreza conta com motor 1.5 a 2.5 litros com tração integral ou dianteira, todas com motor boxer disposto simetricamente. As versões com maior performance são a WRX e WRX STI, contando com a adição de turbocompressores. A versão WRX STI é a dedicada ao rali, juntamente com seu principal rival, o Mitsubishi Lancer Evolution. Nesta versão, o Impreza utiliza o motor 2.5 turbo, gerando 310 cavalos, dotado de tração integral. De acordo com a Subaru, a configuração do seu motor boxer com a transmissão proporciona boa atenuação da vibração devido aos princípios de um motor equilibrado; o movimento de cada pistão é largamente anulado por um pistão oposto a esse cilindro, eliminando a necessidade de uma cambota ponderada de contra-rotação (balanceador harmônico).
Desde a terceira geração, alguns mercados, incluindo o Brasil, adotaram o nome abreviado "Subaru WRX" para as versões de alto desempenho do Impreza. As três primeiras gerações de Impreza da América do Norte também estavam disponíveis com um pacote de aparência off-road intitulado de Subaru Outback Sport. Para a quarta geração, este pacote de aparência tornou-se conhecido como o Subaru XV, e é vendido internacionalmente.
Venceu diversos títulos no Campeonato Mundial de Rally, competiu até a temporada de 2008 com o Subaru World Rally Team, apesar de continuar a competir no WRC. É líder de venda em mercados como Inglaterra e Nova Zelândia.

## Primeira Geração
Introduzido no início de março de 1993, o Impreza foi oferecido em tração dianteira ou integral em versões sedã, station wagon ou hatchback. No final de 1995, uma versão cupê de 2 portas foi introduzida. Opções de motores iniciais incluíram 1.6, 1.8, 2.0 e Turbo (2.0).
O Sport Outback introduzido em 1995, foi o nível superior da guarnição do modelo de Station Wagon do Impreza, mesmo sem alterações significativas mecânicas ou de desempenho. O pacote “Sport Outback“ não estava disponível no Impreza sedã ou cupê.
O Sport Outback foi oferecido com alguns equipamentos opcionais, como uma bússola, indicador de temperatura externa e barômetro na parte superior do painel.
As versões apresentadas eram LX, GL e Sport. Os modelos LX eram oferecidos apenas com tração dianteira e motor 1.6. A Sport Version havia um motor 2.0.
Em 1994, a Subaru introduziu a Subaru Technica Internacional (STi) nas versões do Impreza WRX no mercado doméstico japonês (JDM). Voltado para a corrida e rally, as versões RA eram mais leves, despojadas e de maior durabilidade.
As edições especiais do Impreza eram muito comum no Japão e na Europa, muitas conseguiam vitória do Campeonato Mundial de Rally. Estas edições incluem a Série McRae, 555, Catalunya, Terzo, RB5, P1 e 22B.
O Impreza recebeu um pequeno facelift externo no ano 1997, seguido por um redesign interior em 1998, usando o novo painel de instrumentos redesenhado.
Entre as edições mais notáveis esta á 22B, onde um coupe Type R era retirado da linha de produção e customizado pela STi, entre as modificações estavam um kit completo de alargamento de carroceria e um motor 2.0 ampliado para 2.2 (de 1.994 cc para 2.212 cc), gerando 280 hp.
Lançada em 1998, era a mais próxima do carro de rally que competia no mesmo ano.
A sigla 22B significa o deslocamento do motor (2.2) e a letra inicial da marca Bilstein, que fornecia as peças de suspensão.

## Segunda Geração
A Subaru apresentou o Impreza para o mercado em 2000. A segunda geração foi destinada a ser maior e evoluída. O Sedan WRX possuía uma faixa de 20mm mais larga do que a antiga geração como melhora na estabilidade. A carroceria Station Wagon foi pouco modificada. A versão cupê fora encerrada. Novos faróis arredondados foram incorporados no modelo, causando diferença com a geração anterior. Diversas modificações foram realizadas, atualizando o modelo.
O Sport Outback da segunda geração foi vendido na Austrália de 2001 a 2007, sendo o nome trocado para Impreza RV, com mesma opção de cores da versão americana. Foi disponibilizado nessa versão, um sistema de embreagem de duplo disco. Com a introdução da terceira geração Impreza em 2008, o Impreza RV foi renomeado como Impreza XV.

### 1º Facelift
Em 2004, o modelo foi reestilizado, foram adotados faróis retangulares em forma de "lágrimas", beneficiando a sua aerodinâmica. Para o mercado norte-americano, a nova versão foi disponibilizada com motor 2.5 (Sedan) e RS TS 2.5 (Station Wagon). O pacote Sport era opcional para o RS, e o WRX podia ser comprado com pacote Premium. O RS, TS, Sport Outback, e WRX estavam disponíveis com transmissão manual de 5 velocidades ou automática de 4, enquanto que o STi possuía uma exclusiva caixa manual de 6 velocidades.

### 2º Facelift
Em junho de 2005, foi novamente redesenhado, juntamente com novos faróis e lanternas traseiras com novo formato.

## Terceira Geração
Em 2 de abril de 2007, a Subaru revelou oficialmente a terceira geração do Impreza. O Impreza era oferecido como um sedan de 4 portas e pela primeira vez como hatchback, de 5 portas.
O Impreza foi ligeiramente mais longo e largo que a carroceria anterior, também com maior distância entre eixos.
Em setembro de 2007, a gama Impreza na Austrália foi alterada com novas designações: R, RX, RS e WRX. As versões R, RX e RS usavam o mesmo motor 2.0 boxer. Diferença perceptível no modelo japonês é a remoção do botão "Engine Start", disponível no modelo australiano.
A terceira geração era vendida em alguns países asiáticos, com as versões 1.5R, 2.0R, 2.0 S-GT, 2.5 WRX e 2.5 WRX STI. Na Indonésia, o Impreza foi inicialmente disponível apenas como Hatchback 5 portas.
A geração do STI WRX estreou no Salão do Automóvel de Tóquio, em outubro de 2007. A data de lançamento nos EUA foi março de 2008. O WRX STI japonês era vendido com motor 2.0, enquanto os modelos de exportação usam motores 2.5.

### Impreza a diesel
Um Impreza com motor a diesel foi introduzido em 2008, na Paris Motor Show. A versão diesel foi disponibilizada para venda em vários países europeus no início de 2009, com o motor 2.0 de 150 cv de potência. Dois modelos foram lançados em julho de 2009, 2.0 TD e 2.0 TD Sport.

## Quarta Geração
A quarta geração do Impreza foi apresentada oficialmente em 20 de Abril de 2011 no salão do New York Auto Show, sendo lançado no Japão em 30 de novembro de 2011, onde a versão hatchback é comercializada como Impreza Sport e o sedã é comercializado como Impreza G4. As opções de motores são novos com sigla FBxx são o 1.6 e 2.0. Alguns modelos sedan 2.0 foram vendidos no Brasil 2012 a 2015/16.
Em 2012 a antiga transmissão automática de quatro velocidades foi trocada por uma transmissão continuamente variável (Câmbio CVT).

## Automobilismo

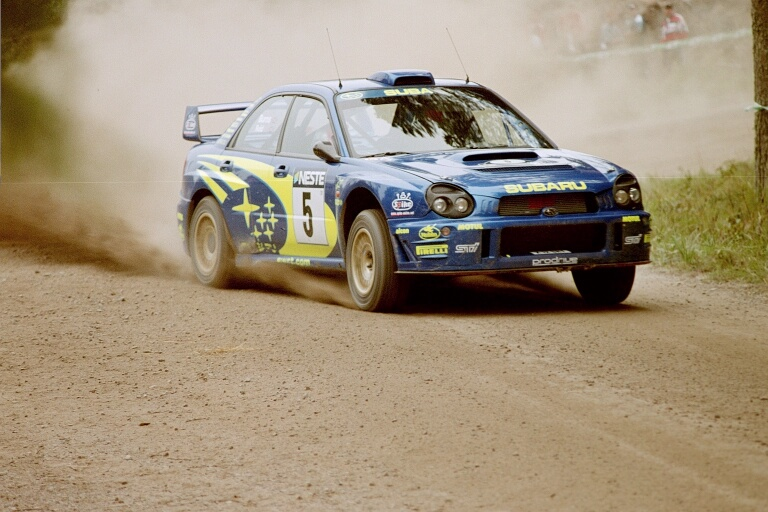
Subaru Impreza WRC no Campeonato Mundial de Rali de 2001.

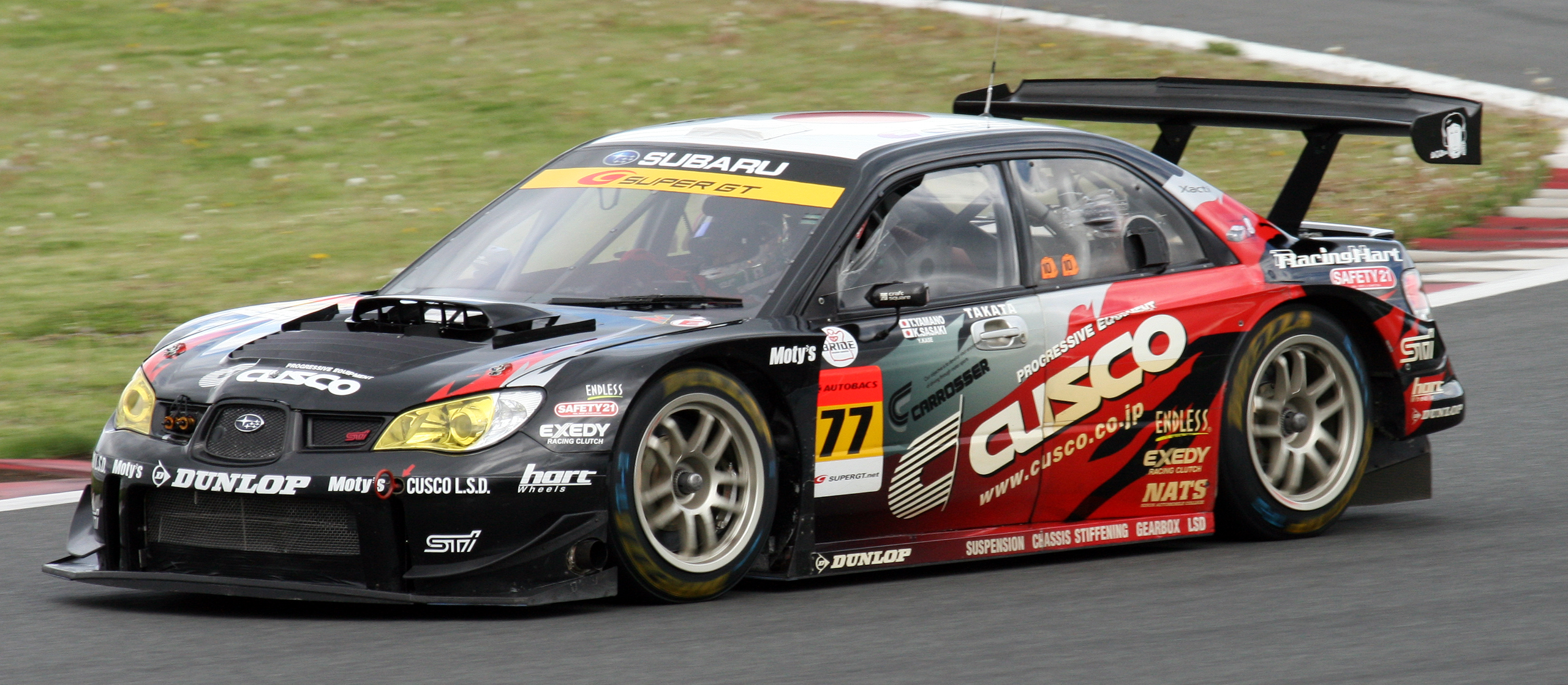
Subaru Impreza na Super GT em 2008.

O Subaru Impreza estreiou no Campeonato Mundial de Rali com o Subaru Impreza WRC em 1993, foi campeão de pilotos com Colin McRae em 1995, com Richard Burns em 2001 e com Petter Solberg em 2003, e tricampeão de construtores entre os anos de 1995 e 1997, detém junto com o Lancia Delta o maior número de vitórias em eventos, disputou a competição até o ano de 2011.
No Japão, o modelo também foi usado no JTCC de 1998, e na Super GT classe GT300 entre os anos de 2005 e 2008. Em 2010, em Nurburgring Nordschleife o carro bateu o recorde da pista para um carro de quatro porta. Em 2011 foi campeão das 24 Horas de Nurburgring na classe SP3T .